# La Société ouverte et ses ennemis
La Société ouverte et ses ennemis (en anglais : The Open Society and Its Enemies) est un ouvrage de philosophie politique écrit par Karl Popper. Il développe une critique de l'historicisme et analyse les écrits de Platon, de Hegel et de Marx comme précurseurs des totalitarismes du XXe siècle. Il s'agit d'un classique de la philosophie politique.

## Présentation générale

### Histoire de publication
Karl Popper rédige l'ouvrage dans l'obscurité académique en Nouvelle-Zélande pendant la Seconde Guerre mondiale. Plusieurs collègues de philosophie et de sciences sociales l'assistent afin que le livre soit publié. Ernst Gombrich a comme mission de trouver un éditeur pour publier le livre ; Friedrich Hayek manœuvre pour que Popper soit recruté à la London School of Economics afin qu'il y enseigne la philosophie politique. Le manuscrit final est relu par Lionel Robbins et Harold Laski, de la LSE. 
Enfin, J. N. Findlay propose le titre final du livre. Trois autres noms ont été envisagés : Une Philosophie sociale pour personnes banales, qui en était le titre original, Trois faux prophètes : Platon, Hegel et Marx, ainsi que Critique de la philosophie politique. L'expression de « société ouverte » est reprise par l'auteur à Henri Bergson, dont il admire les Deux Sources de la morale et de la religion. 
Le livre est proposé à des éditeurs américains dès 1943, mais n'est publié qu'en 1945 par Routledge, à Londres. Le livre a alors été divisé en deux volumes : L'Ascendant de Platon, et Hegel et Marx (ou en anglais, La Prophétie de la marée haute : Hegel, Marx, et la postérité). 
La traduction française est dirigée par Philippe Monod. Popper écrit une préface spécifique pour la version française.
Le livre n'eut l'autorisation d'être publié en Russie qu'en 1992.

### Contenu
Dans La Société ouverte et ses ennemis, Popper développe une critique de l'historicisme, dans le prolongement de Misère de l’historicisme, et défend la « société ouverte » et la démocratie. Il écrit ainsi dans la préface à l'édition française de 1980 : 

« L'objet de ce livre est d'aider à la défense de la liberté et de la démocratie. Je n'ignore rien des difficultés et des dangers inhérents à la démocratie, mais je n'en pense pas moins qu'elle est notre seul espoir. Bien des exemples montrent que cet espoir n'est pas vain »

— Karl Popper, Préface à l'édition française (2 mai 1978)
Popper traite également du rationalisme et de l'irrationalisme. Il se range dans les partisans du rationalisme, de même que Marx. Il cite Alfred North Whitehead et Arnold Joseph Toynbee comme représentants de l'irrationalisme. Popper écrit que « rationalisme et humanisme sont très proches, en ce sens que l'attitude rationaliste se combine habituellement avec une vision égalitaire et humaniste. L'irrationalisme, au contraire, s'associe plus souvent avec l'antiégalitarisme ».
Popper propose une philosophie fondée comme son épistémologie sur la réfutabilité et donc sur l'indéterminisme. La science, qui repose sur l'expérience, doit pouvoir à chaque instant être remise en question. Il défend une société démocratique, dominée par le libre choix des individus et par le contrôle et la révocabilité des dirigeants par les gouvernés.
Dans le premier tome, L'Ascendant de Platon, il revient sur l'influence du philosophe grec Platon sur la pensée à travers les âges : la plupart de ses interprètes furent séduits par sa grandeur. Pour Popper, ils ont adopté sa philosophie alors qu'elle représente un danger réel, en proposant ce qui n'est autre qu'un cauchemar totalitaire où, dans une Cité dirigée par une élite, l'individu est sacrifié à la collectivité. Popper défend la différence entre les idées de Socrate et celles de Platon, écrivant que Platon s'éloigne irrémédiablement des idées humanistes et démocratiques de Socrate dans ses dernières années. Tout particulièrement, il s'attaque à La République de Platon, dans lequel il dépeint Socrate sympathisant avec le totalitarisme. Il suggère que Platon était la victime de sa propre vanité et se rêvait en « roi-philosophe » de sa cité idéale.
Dans le second tome, Hegel et Marx, il critique les deux auteurs plus contemporains que sont Hegel et Marx. Il fait remonter la genèse des idées de Hegel jusqu'à Aristote et montre en quoi elles auraient selon lui une influence sur les totalitarismes du XXe siècle. Il reproche à Hegel et à Marx, comme à Platon, de considérer que l'histoire obéit à des lois (le développement de l'Esprit pour Hegel, la lutte des classes pour Marx) et, partant, de paralyser le progrès en imposant le fatalisme.
Popper reconnaît cependant à Marx « son aspiration au règne de la liberté », ainsi que son humanisme et « son sens profond de la justice. » Pour Popper, Marx figure « à jamais au nombre des libérateurs de l'humanité », et au nombre des défenseurs d'une société ouverte. Il ajoute que « l'injustice et l'inhumanité du capitalisme sans entrave que décrit Marx me paraissent indiscutables. » De plus, Marx condamne le capitalisme car c'est « un système qui, en obligeant l'exploiteur à asservir l'exploité, prive l'un comme l'autre de leur liberté. » Mais Popper reproche à Marx un « historicisme moral ».

## Résumé de l’œuvre

### Volume 1

#### Le mythe de l'origine et du destin
Popper se montre critique envers la doctrine historiciste, selon laquelle l'histoire aurait un sens, l'individu serait un pion, « un instrument minime de l'évolution générale de l'humanité ». Une de ses formes les plus anciennes est la doctrine du peuple élu, où Dieu « apparaît comme l'auteur de la pièce représentée sur la scène de l'histoire ». Il distingue les sociétés fermées (tribales) des sociétés modernes, ouvertes. Le tribalisme est une forme d'organisation suprême qui n'apporte aucune importance à l'individu, où le groupe prédomine.
Avant de critiquer la pensée platonicienne, l'auteur revient sur Héraclite, inspirateur de Socrate, de Platon et d'Aristote. Aristocrate, Héraclite était un antidémocrate désabusé, qui a rompu avec la philosophie orientale en soutenant une doctrine du devenir. Il combine une croyance en un changement permanent et la croyance en une loi du destin immuable. 
Platon a été le premier grand philosophe à proposer une loi du développement historique. Il soutient en effet que « tout changement dans l'ordre social ne peut être que corruption et dégénerescence ». Toutefois, « l'homme peut tenir en échec la loi historique du déclin [...] par l'exercice de la volonté et la force de la raison ». La corruption politique entraîne une corruption morale, qui entraîne elle-même une corruption raciale. Popper voit la théorie des Formes comme une adaptation de Platon à l'historicisme, car cette théorie soutient que des Formes, éternelles, existent : elles se soustraient au changement. 

#### La sociologie descriptive de Platon
Popper considère Platon comme le premier auteur en sciences sociales, et le plus influent de tous. Il était, selon lui, un sociologue dans le sens d'Auguste Comte ou de John Stuart Mill, à savoir qu'il appliquait sa méthode idéaliste à une analyse de la vie sociale et des lois qui conditionnent sa stabilité. Comme Aristote, Popper soutient que Platon a défendu la théorie des Formes afin d'assurer un espace de stabilité dans un monde d'instabilité qu'il voyait dégénérer. C'est donc à un impératif méthodologique, celui de la stabilité nécessaire à l'établissement d'une connaissance sûre, que la théorie des Formes répond.
Si Platon a souvent été dépeint comme un homme de théorie là où Aristote aurait été un homme d'observations et d'empirie, Popper remarque le détail des descriptions sociologiques du maître. Platon réfléchit à l'origine des sociétés, au patriarcat tribal, et à la vie sociale, ou encore sa théorie du cycle des régimes. L’État idéal, le premier, peuplé des hommes les plus proches des dieux, est corrompu par la guerre de classes et l'ambition des vaniteux, ce qui cause l'émergence de la timocratie, et ainsi de suite.
Le philosophe analyse ensuite l'opposition entre nature et culture, ou nature et convention. Ce dualisme, affirme-t-il, remonte au moins à Protagoras. Les sociétés fermées, ou tribales, ne conçoivent pas de différence entre les deux concepts ; ce n'est que lorsqu'elles s'ouvrent, qu'elles rejettent l'explication magique des phénomènes naturels, qu'une pensée de la convention peut émerger. Cela exige de savoir distinguer le droit naturel et le droit positif.
L'auteur distingue trois formes de source des lois : le naturalisme biologique, le positivisme juridique ou éthique, et le naturalisme psychologique ou spirituel. Le naturalisme biologique voit dans la nature des lois inébranlables à appliquer aux hommes, là où le positivisme juridique invite à considérer que les lois des hommes doivent imiter ce que l'on trouve (ce qui est posé) dans la vie sociale, comme le droit du plus fort. 

#### Le programme politique de Platon
Le programme politique de Platon est double, inspiré de sa théorie idéaliste pour la première injonction, et naturaliste pour la deuxième : « tout changement politique doit cesser », et « il faut retourner à la nature ». L'opposition de Platon au changement en politique est dû à sa considération du changement comme mauvais, et à la stabilité (la permanence) comme le divin, la perfection. Ces injonctions sont sous-tendues par sa conception rigide des classes sociales, selon laquelle un groupe éclairé doit faire paître le peuple animal. Popper voit chez l'aristocrate Platon un amour romantique pour la société tribale archaïque, fermée ; il est donc un réactionnaire, et non un progressiste.  
Selon Popper, Platon identifie la justice à ce qui est bon pour la classe dominante ; la classe dominante étant elle-même fermée, rigide dans ses limites. Aussi, il identifie l'individualisme à l'égoïsme, alors que les deux termes doivent, pour Popper, être distingués : l'individualisme s'oppose en réalité au collectivisme, et non à l'altruisme.  
Platon pose la question de l'identité du dirigeant : qui est le mieux placé pour diriger la Cité ? Platon traite de souveraineté au sens le plus absolu du terme : il n'y a pas, pour le dirigeant, à y avoir de contre-pouvoirs. Le dirigeant doit être un philosophe, comme le recommandait Socrate ; mais le philosophe-roi de Platon est le détenteur orgueilleux du savoir, là où Socrate appelait plutôt à ce que le dirigeant reste humble face à ses propres carences. La conception du pouvoir de Platon est institutionnaliste plutôt que personnaliste : les institutions doivent déterminer, notamment par l'éducation, qui est le plus apte à diriger.    
Le mensonge est interdit pour la population, mais autorisé pour le chef de la Cité, dès lors qu'il s'agit d'un mensonge en vue de son bien. L'utilité collective est donc la considération éthique ultime pour Platon.    
Popper soutient que le programme politique platonicien dispose d'une approche au politique qui est particulièrement dangereuse. Il s'agit de son ambition d'ingénierie sociale rationnelle. Il s'agit d'une ingénierie utopiste. Le projet utopique de Platon exige le gouvernement d'un seul ou d'un petit nombre, et s'appuie sur l'autoritarisme. Platon est convaincu qu'il faut refaire le moule entier de la structure de la société. Popper remarque chez le philosophe un lien fort entre l'art politique et les beaux-arts. Le politique est un artiste qui doit d'abord nettoyer son canevas, purger les anciennes institutions, pour créer radicalement  du nouveau sans accepter de compromis.     

#### Les attaques de Platon
Popper remarque que certains ont excusé la doctrine totalitaire de Platon en la justifiant par le fait que, pour le philosophe grec, l'autoritarisme du philosophe-roi se justifie par la fin qu'il poursuit, à savoir le bonheur pour chaque citoyen. Popper soutient que cette doctrine se base néanmoins sur une division naturelle entre les classes ou les castes, et que dès lors que la justice relève, pour Platon, du droit de la caste supérieure, alors il ne peut y avoir de justice pour tous.
L'auteur revient sur la différence entre les sociétés fermées, tribales, où les tabous religieux règnent et où la raison n'est pas valorisée comme puissance suprême, aux sociétés ouvertes. Popper considère la Grèce antique comme la première société à avoir rompu avec le tribalisme et cherché à ouvrir sa société à la raison.  
Popper soutient que les oligarques antidémocrates athéniens devaient d'autant plus montrer leur supériorité en se battant contre l'égalité qu'ils étaient incapables de prouver leur supériorité en aidant la cause de la liberté humaine. Il revient ensuite sur le procès de Socrate tel que raconté par Platon. 

### Volume 2

#### L'émergence de la philosophie oraculaire
Aristote marche, à bien des égards, dans les pas de son maître Platon. Il en reprend les critiques de la démocratie, et la préférence aristocratique. La principale différence dans la métaphysique d'Aristote est qu'il conçoit que le changement puisse être une amélioration, là où, pour Platon, tout changement est corruption. 
Georg Wilhelm Friedrich Hegel a lui-même développé une philosophie de l'Histoire basée sur le finalisme aristotélicien, où l'Histoire est le théâtre de l'accomplissement de l'Idée, de l'Absolu, c'est-à-dire de la Liberté. Le destin n'est jamais que l'accomplissement de l'essence. Cela implique, en relations internationales, que les pays doivent lutter pour jouer leur rôle historique. 
Popper revient sur la conception de la science et de la vérité d'Aristote, qui est celle d'un savoir achevé. Pour l'épistémologue, il n'y a aucun savoir véritablement achevé, aucune science à proprement parler, mais des validités d'hypothèses qui doivent pouvoir être réfutées par un protocole expérimental. 

## Critiques

### Critique marxiste
Dans son livre The Open Philosophy and the Open Society: A Reply to Dr. Karl Popper's Refutations of Marxism (1968), l'auteur marxiste Maurice Cornforth (en) défend le marxisme des critiques de Popper. Bien qu'il ne soit pas d'accord avec Popper, Cornforth admet qu'il est « peut-être l'un des plus éminents » critiques du marxisme. 
L'économiste marxiste Ernest Mandel considère que l'ouvrage de Popper fait partie d'un courant qui a commencé avec les écrits du social-démocrate allemand Eduard Bernstein qui vise à critiquer la méthode dialectique (empruntée par Marx à Hegel) comme étant inutile, métaphysique, mystifiante.

### Critique hégélienne
Le philosophe Robert C. Solomon écrit que la critique que Popper fait de Hegel est « presque entièrement injustifiée et polémique », et qu'il lui a donné une réputation de « réactionnaire moral et politique ». L'anthologie de Jon Stewart The Hegel Myths and Legends (1996) considère que l'ouvrage de Popper fait partie de ceux qui ont propagé des « mythes » au sujet d'Hegel. 
Certains philosophes furent plus critiques encore. En 1959, le philosophe Walter Kaufmann a fortement critiqué les passages de cet ouvrage concernant Hegel. Il écrit notamment que le livre de Popper « contient plus d’idées fausses au sujet de Hegel que n’importe quel autre ouvrage » et que les méthodes de Popper « sont malheureusement semblables à celles des universitaires totalitaires ». Kaufmann accuse Popper d’ignorer « qui a influencé qui » en matière de philosophie, de trahir les principes scientifiques qu’il prétend pourtant défendre, et de ne pas bien connaître les textes de Hegel – s’étant basé sur « une petite anthologie pour étudiants ne contenant pas un seul texte complet ». De même pour Eric Voegelin, le livre de Popper est un « scandale », une « camelote idéologique » qui utilise des concepts sans les maitriser, ignorant de la littérature et des problématiques des sujets traités.

### Critique sur l'interprétation des textes
La philosophe Anne Baudart reproche à Popper ses rapprochements hâtifs, ainsi que le fait de porter sur les philosophes grecs « un regard tout à fait anachronique, fort loin de l'impartialité ».
Le philosophe politique Rajeev Bhargava considère que Popper a mal lu Hegel et Marx, et que les arguments qu'il utilise pour défendre les valeurs libérales sont « motivées par un parti pris partisan idéologique qui prend racine dans des prémisses métaphysiques abstraites ». 

### Réception positive
L'ouvrage de Popper reste, aujourd'hui, l'une des plus grandes défenses des valeurs libérales occidentales de l'après-Seconde guerre mondiale. Gilbert Ryle, lisant le livre deux ans après sa publication, écrivit que Platon fut « le Judas de Socrate ». La Société ouverte et ses ennemis fut acclamé par le philosophe Bertrand Russell, qui dit que le livre était « d'une importance fondamentale » ; Sidney Hook dit du livre qu'il « critique subtilement » les « idées historicistes qui menacent l'amour de la liberté et l'existence d'une société ouverte ». Hook estime judicieuse la critique de l'historicisme à laquelle Popper procède, car selon lui, l'historicisme gomme la possibilité d'alternatives dans la course de l'Histoire, mettant de côté le rôle des idéaux humains dans la détermination du futur. Cependant, Hook considère que Popper « lit Platon de manière trop littérale lorsque cela l'arrange, mais interprète trop sûr de lui les passages ambigus de l'auteur ». Il considère que le traitement que Popper réserve à Hegel est abusif, et rappelle qu'« Hegel n'est pas cité une seule fois dans Mein Kampf ».
Le philosophe Joseph Agassi (en) estime que Popper a été l'un des premiers philosophes à montrer de manière éclatante l'attachement commun du fascisme et du bolchevisme aux « lois de l'histoire », c'est-à-dire à l'historicisme.
La Open Society Foundations, créée par l'investisseur George Soros, a affirmé s'être inspirée du titre du livre de Popper pour nommer la fondation.

## Éditions
- The Open Society and Its Enemies Volume 1: The Spell of Plato (La Société ouverte et ses ennemis, tome 1 : L'Ascendant de Platon)
- The Open Society and Its Enemies Volume 2: The High Tide of Prophecy: Hegel, Marx and the Aftermath (La Société ouverte et ses ennemis, tome 2 : Hegel et Marx)

Traductions françaises
- La Société ouverte et ses ennemis, 2 vols, trad. fr. Jacqueline Bernard & Philippe Monod, Paris, Le Seuil, 1979. Un certain nombre de passages de l'édition originale ont été abrégés. Rééd. Points, 2018.